# 박창순 (경기도의원)
박창순(1962년 10월 21일 ~ )은 대한민국 경기도의회 의원이다.

## 학력
- 단국대학교 행정법무대학원 행정학 석사(지방자치행정 전공)
- 단국대학교 행정대학원 행정학과 박사졸업

## 경력
- 성남시 호남향우회 상임위원
- 성남시의료원 설립추진위원회위원
- 2010.07 ~ 2014.03: 제6대 경기도 성남시의회 의원
- 2014.07 ~ 2018.06: 제9대 경기도의회 의원
- 2018.07 ~ 2022.06: 제10대 경기도의회 의원

## 역대 선거 결과
|  | 37.98% |

|  | 53.39% |

|  | 65.91% |